# SEA native peptide ligation
Die SEA native peptide ligation ist eine biochemische Methode zur Proteinligation durch Verknüpfung von zwei oder mehreren Peptiden.

## Eigenschaften

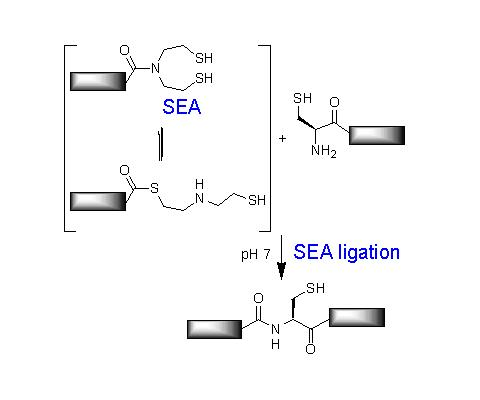
Reaktionsschema der SEA native peptide ligation

Das N-terminale Peptid muss für die Proteinligation als letzte Aminosäure (an seinem C-Terminus) eine bis(2-Sulfanylethyl)aminogruppe (SEA) und das C-terminale Peptid muss für die Proteinligation als erste Aminosäure (an seinem N-Terminus) ein Cystein oder Homocystein aufweisen. Im Zuge der Ligation bildet sich am SEA-Peptid eine Thioester-Bindung, die sich umestert und anschließend zur Peptidbindung umlagert (Thiotransesterifikation und S,N-acyl shift). Als Katalysator wird Mercaptophenylessigsäure (MPAA) verwendet.
Alternative Verfahren zur Proteinligation wurden beschrieben, z. B. die native chemical ligation, der Prior Thiol Capture, die Expressed Protein Ligation, das Acyl-Initiated Capture und die Peptidligation mit Selenocystein.

## Geschichte
Die Methode wurde unabhängig voneinander ab 2010 von der Arbeitsgruppe um O. Melnyk und der Arbeitsgruppe um C. F. Liu entwickelt.